# Cephalotes maya
Espèce
Synonymes
Cephalotes maya est une espèce éteinte de fourmis arboricoles du genre Cephalotes.

## Découverte et datation
Nous ne disposons pas de suffisamment d'information sur l'endémisme de C. maya, néanmoins, sa découverte fut permise par un échantillon d'ambre de l'État de Chiapas. Elle est datée du Miocène inférieur (Aquitanien à Burdigalien), soit il y a environ entre 23,03 et 15,98 millions d'années.

## Description
Comme les autres espèces du genre Cephalotes, elles sont caractérisées par l'existence de soldats spécialisés dotés d'une tête surdimensionnée et plate ainsi que des pattes plus plates et plus larges que leurs cousines terrestres. Elles peuvent ainsi se déplacer d'un arbre à un autre dans une forêt.

## Systématique
L'espèce Cephalotes maya a été décrite en 1999 par l'entomologiste brésilienne Maria Lourdes de Andrade (d) dans une publication coécrite avec l'entomologiste italien Cesare Baroni Urbani (d).

## Étymologie
Son épithète spécifique, maya, fait référence aux Mayas, les anciens occupants de Simojovel (État du Chiapas, Mexique) où cette espèce a été découverte.

## Publication originale
- (en) Maria L. de Andrade et Cesare Baroni Urbani, « Diversity and adaptation in the ant genus Cephalotes, past and present (Hymenoptera, Formicidae) », Stuttgarter Beiträge zur Naturkunde (B), Musée d'histoire naturelle de Stuttgart, vol. 271,‎ 29 janvier 1999, p. 1-889 (ISSN 0341-0153, lire en ligne).